# Позитронный человек
Позитронный человек (англ. The Positronic Man) — научно-фантастический роман 1992 года американских писателей Айзека Азимова и Роберта Сильверберга, основанный на повести Азимова 1976 года «Двухсотлетний человек». Речь идёт о роботе, который начинает проявлять такие характеристики, как творчество, традиционно прерогативу людей; в конечном итоге робот объявлен официально человеком. Фильм 1999 года «Двухсотлетний человек» с Робином Уильямсом в главной роли был основан как на оригинальной истории, так и на романе.

## Краткое содержание сюжета
В двадцать первом веке создание позитронного мозга привело к появлению роботов-рабочих и произвело революцию в жизни на Земле. Однако для семьи Мартин их домашний робот NDR-113 — больше, чем механический слуга. «Эндрю» стал верным другом, доверенным лицом и членом семьи Мартин.
История рассказывается с точки зрения Эндрю (позже известного как Эндрю Мартин), робота серии NDR, принадлежащего семье Мартин, что является отходом от обычной практики U.S. Robots and Mechanical Men по сдаче роботов в аренду.
Первые впечатления Эндрю от семьи Мартин изобилуют неловкими моментами, которые демонстрируют отсутствие у него социализации . Однако он намного лучше справляется с неодушевлёнными предметами и животными и начинает проявлять такие характерные для человека характеристики восприятия как творчество, эмоции, самосознание, традиционно присущие людям. Ибо благодаря какому-то неизвестному производственному сбою Эндрю был благословлен способностью к любви и стремлением к самосознанию и развитию, которые являются почти человеческими. Тем самым он освобождается от обязанностей в домашнем хозяйстве, для которого был первоначально предназначен, и остаётся заниматься своим творчеством, зарабатывая состояние на продаже своих творений, деля прибыль между собой и семьёй Мартин. У него появляется счёт в банке, он сам себя обеспечивает, но этого мало… Эндрю хочет быть свободным. Мечта Эндрю — стать полноценным человеком.
Столкнувшись с человеческими предрассудками, законами робототехники и собственными механическими ограничениями, Эндрю будет использовать науку и закон в своих поисках невозможного, придя, наконец, к ужасающему выбору: чтобы воплотить свою мечту в реальность, он должен заплатить высшую цену.
Эндрю добивается правовой защиты в результате своего творческого становления и последующего полного признания его как личности путём постепенной замены роботизированных компонентов искусственными органами, представляющими процесс его превращения из робота в человека. Последующие поколения семьи Мартин помогают ему в его поисках человечности, но каждое из них ограничено тем, насколько они готовы признать человечность Эндрю.
В «Позитронном человеке», тенденции вымышленной робототехники в азимовской серии роботов (как описано в книге I, Robot) подробно описаны как второстепенные события с указанием того, что на них повлияла история Эндрю. Роботы линии Эндрю больше не разрабатываются. Существует также движение к централизованной обработке данных, включая централизованное управление роботами, что позволит избежать появления таких саморефлексивных роботов, как Эндрю.
Только когда Эндрю позволяет своему позитронному мозгу «затухать», тем самым сознательно отказываясь от бессмертия, он объявляется человеком. В день его двухсотого дня рождения был подписал уникальный закон об Эндрю, который объявил его Двухсотлетним человеком. Эндрю встречает новость на смертном одре, думая до конца о Маленькой мисс. Это событие, приуроченное к двухсотлетию создания робота, дало название повести и фильму.

## Персонажи
- Эндрю Мартин, позитронный робот
- Джеральд Мартин, глава семьи Мартин и для Эндрю Сэр.
- Аманда Мартин — Маленькая мисс, младшая дочь Джеральда Мартина
- Мелисса Мартин — Мисс, старшая дочь Джеральда Мартина
- Люси Мартин — жена Джеральда Мартина, для Эндрю Миссис
- Джордж, сын Маленькой мисс Аманды
- Пол, сын Джорджа, внук Маленькой мисс

## Вселенная основания
Эта история разворачивается во Вселенной Основания Азимова, которая также включает в себя его более ранние рассказы о позитронных роботах Сьюзен Келвин. Она чётко установлена за несколько столетий до событий его новеллы «Мать-Земля» и романа «Стальные пещеры», в период, когда миры космонитов ещё не повернулись против людей Земли и когда всё ещё активна корпорация US Robots.